# Nederland op het Eurovisiesongfestival 2024

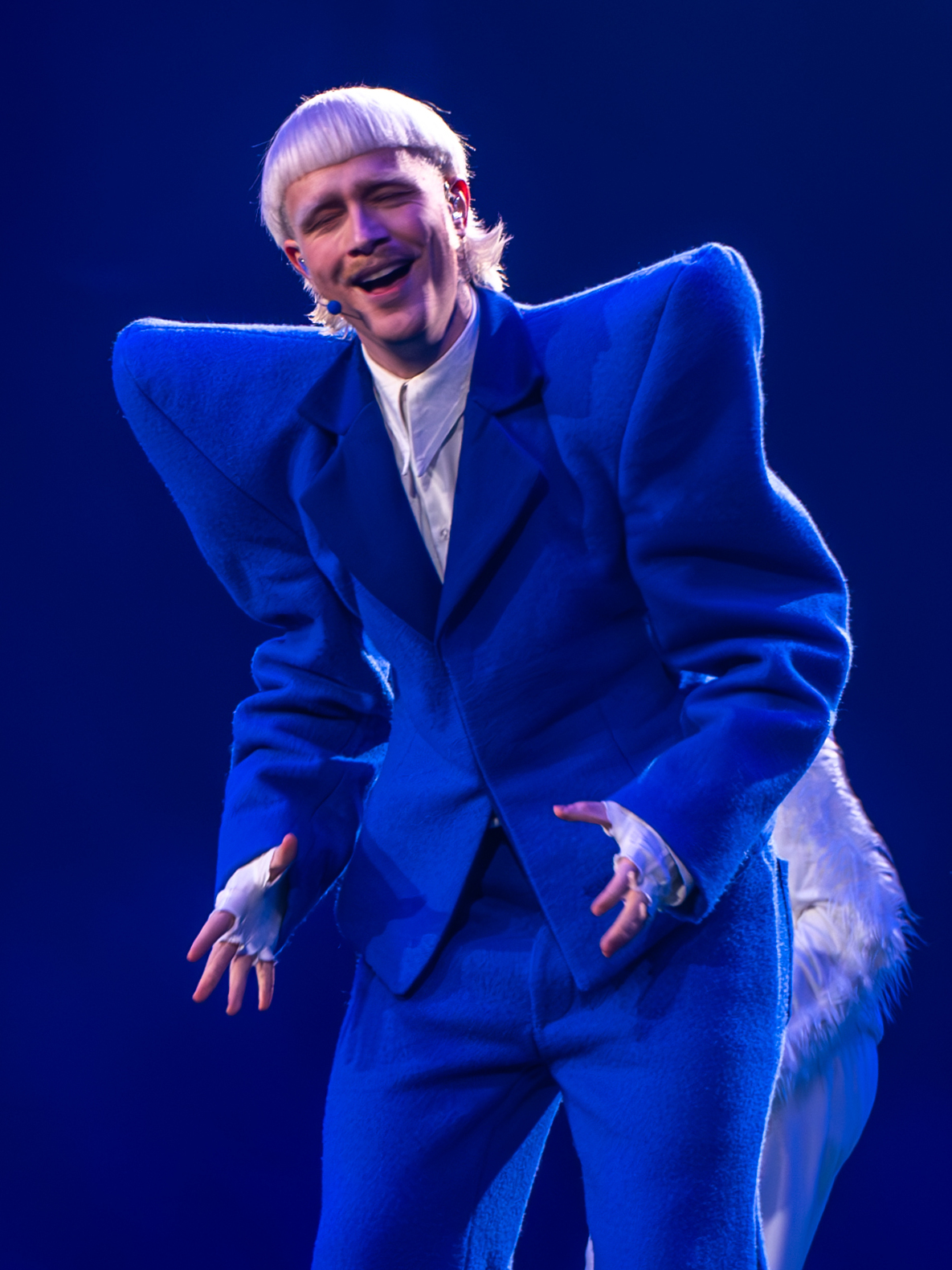
Joost Klein tijdens de halve finale in Malmö.

Nederland nam deel aan het Eurovisiesongfestival 2024 in Malmö, Zweden. De AVROTROS was verantwoordelijk voor de Nederlandse inzending. Het was de 64ste Nederlandse deelname aan het liedjesfestijn.
Joost Klein vertegenwoordigde Nederland in Zweden, maar werd tijdens het evenement gediskwalificeerd. Het is de eerste keer dat een land gediskwalificeerd werd tijdens het Songfestival.

## Selectieprocedure
Op 12 juli 2023 opende de AVROTROS de inschrijving voor het Eurovisiesongfestival 2024. Daarbij maakte de omroep tevens bekend enkele wijzigingen door te voeren in het selectieproces. Nieuw dit jaar was de mogelijkheid om alleen een lied in te sturen, waarbij later in overleg met de selectiecommissie een geschikte artiest zou worden gezocht. 
Twan van de Nieuwenhuijzen werd aangesteld als Head of Delegation bij AVROTROS en werd daarmee voorzitter van de selectiecommissie. Hij begeleidde de commissie bij de selectie, is eindverantwoordelijk voor de totstandkoming van de Nederlandse act en voert de delegatie aan in aanloop naar en tijdens het Songfestival. De selectiecommissie bestond verder uit: Carolien Borgers, Hila Noorzai, Cornald Maas, Sander Lantinga, Jacqueline Govaert en Jaap Reesema. Op 2 oktober sloot de inschrijftermijn. De omroep ontving een record aantal van 600 inzendingen.

Eind oktober 2023 werd bekend dat alle inzendingen waren beoordeeld en werden teruggebracht tot een shortlist van tien artiesten. Na deze ronde bleven er vijf artiesten over die hun nummer nogmaals live aan de commissie ten gehore brachten. Vanuit daar werd de definitieve keuze gemaakt. Op 11 december maakte de AVROTROS tijdens een persconferentie bekend dat de keuze op Joost Klein was gevallen. Zijn nummer, dat op dat moment nog niet bekend gemaakt werd, had volgens de selectiecommissie de grootste hitpotentie. De keus voor het nummer was aanvankelijk niet unaniem. Een van de discussiepunten binnen de commissie was de vraag of Nederland moest gaan voor een veilige keuze of een risico moest nemen. Cornald Maas zei hierover:
Spelen we op safe, kiezen we voor een artiest die het waarschijnlijk heel goed gaat doen en de finale haalt maar misschien niet met het meest vernieuwende nummer. Of gaan we toch voor iets heel anders: een risico nemen en dan een genre dat Nederland volgens mij nog nooit heeft gestuurd en in die zin het verschil zou kunnen maken. Toen zijn we daarvoor gegaan met z'n allen.
Andere inzenders waren onder meer De Bankzitters, April Darby, Louisa Janssen, Leonie Meijer, Numidia en Stefania Liberakakis, de zangeres die Griekenland vertegenwoordigde tijdens het Eurovisiesongfestival 2021 in Rotterdam. Ook Douwe Bob gaf aan interesse te hebben om Nederland opnieuw te willen vertegenwoordigen na zijn eerdere deelname in 2016.
Op 20 februari onthulde Klein op zijn Instagramkanaal alvast de titel van het lied waarmee hij naar Malmö zou afreizen. In de week die erop volgde, liet de Friese hoofdstad Leeuwarden weten dat het op 11 mei een eurovisiefeest zou organiseren op het Oldehoofsterkerkhof, waarbij de finale van het Eurovisiesongfestival op groot scherm zou worden vertoond.
Op 29 februari werd het nummer Europapa aan het publiek bekendgemaakt. Dit gebeurde in een speciale live-uitzending van De Avondshow met Arjen Lubach, eenmalig de De middagavondshow met Arjen Lubach live geheten. In het programma werd de clip vertoond en schoof Klein aan bij Lubach voor een interview over het nummer en de voorbereidingen op het songfestival.

## In Malmö

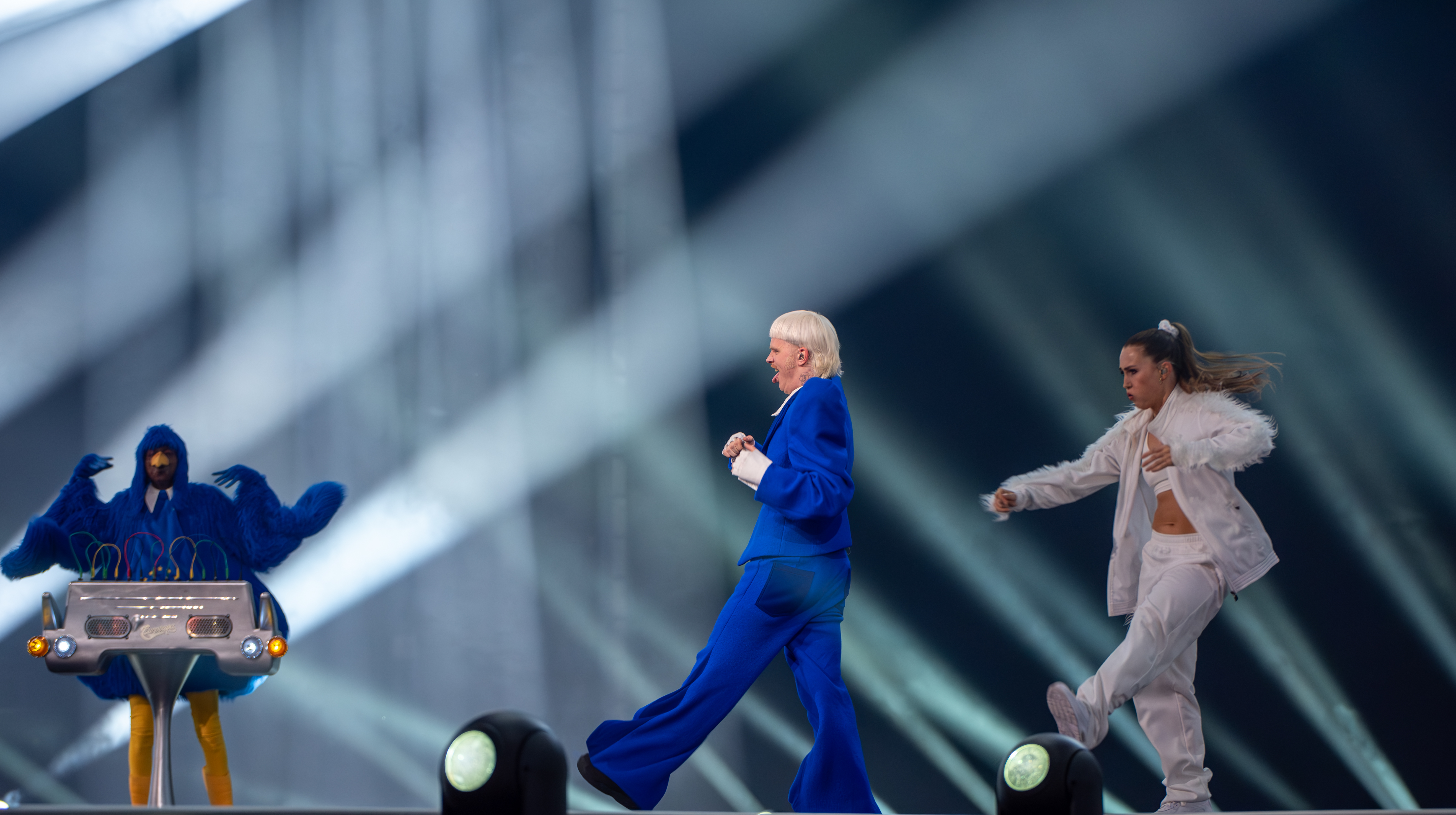
Klein tijdens een repetitie.

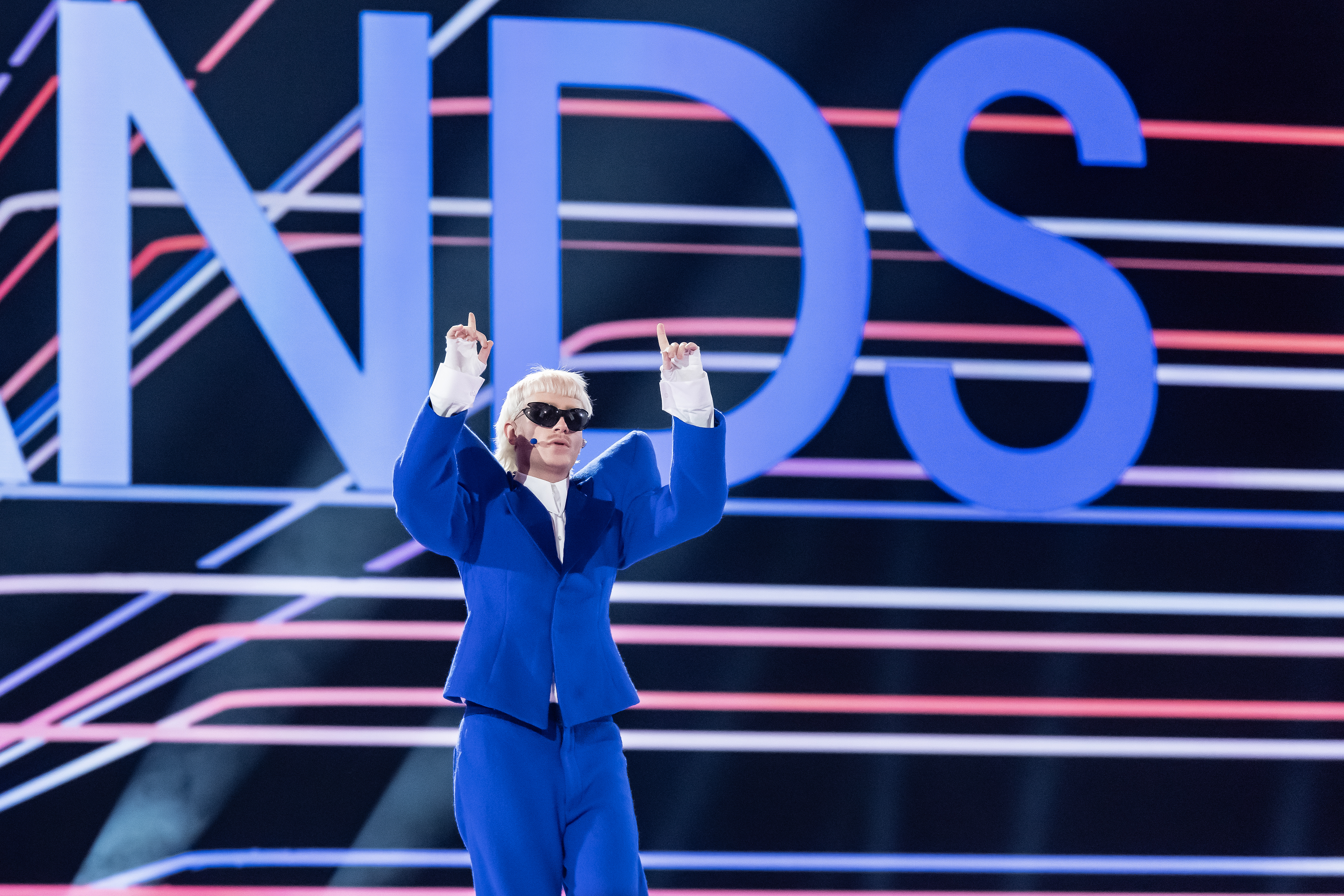
Joost tijdens de dress rehearsal voor de finale. Na dit moment vond de diskwalificatie plaats.

Nederland werd ingedeeld in de tweede helft van de tweede halve finale. Donny Ronny (alter ego van cabaretier Gover Meit) was samen met Joost Klein verantwoordelijk voor de podiumpresentatie van Europapa. Meit was aangesteld als creative supervisior voor de Nederlandse act. Naast Meit bestaat het creatieve team uit Marnix Kaart (regie), Henk Jan van Beek en Joost Wijgers (licht). Kaart verzorgde de afgelopen twee jaar ook de beelden voor Kleins voorgangers S10 en Mia Nicolai & Dion Cooper.
In maart 2024 kondigde Jacqueline Govaert aan dat zij met Cornald Maas de rol van commentator op zich neemt. Daarmee zit voor het eerst sinds 1977 namens Nederland weer een vrouw in het commentaarhokje.
Klein trad op donderdag 9 mei op in de tweede halve finale van het Songfestival, waarbij hij zich wist te plaatsen voor de finale. De volgende dag werd zijn middagrepetitie op het laatste moment afgeblazen. AVROTROS maakte bekend dat Klein donderdagavond, na herhaaldelijk te hebben verzocht hem niet te filmen, een bedreigende beweging richting een cameravrouw zou hebben gemaakt. De cameravrouw diende een klacht in. Omdat het onderzoek door de organisatie en de lokale politie nog gaande is, mocht Klein vrijdagavond niet optreden voor de vakjury. In plaats daarvan werden videobeelden van zijn halve finale-optreden getoond. Op zaterdag 11 mei maakte de EBU bekend dat Klein, ondanks dat het onderzoek nog niet was afgerond, gediskwalificeerd was van deelname. Het was de eerste keer dat een land tijdens het evenement werd gediskwalificeerd.
Op 12 augustus 2024 kwam het Zweedse Openbaar Ministerie met het bericht naar buiten dat de zaak tegen Klein werd stopgezet wegens gebrek aan bewijs. Omroep AVROTROS liet daarop in een reactie aan het ANP weten dat de omroep op korte termijn met de EBU in gesprek wil over het voorval en de diskwalificatie. 
1956 · 1957 · 1958 · 1959 · 1960 · 1961 · 1962 · 1963 · 1964 · 1965 · 1966 · 1967 · 1968 · 1969 · 1970 · 1971 · 1972 · 1973 · 1974 · 1975 · 1976 · 1977 · 1978 · 1979 · 1980 · 1981 · 1982 · 1983 · 1984 · 1985 · 1986 · 1987 · 1988 · 1989 · 1990 · 1991 · 1992 · 1993 · 1994 · 1995 · 1996 · 1997 · 1998 · 1999 · 2000 · 2001 · 2002 · 2003 · 2004 · 2005 · 2006 · 2007 · 2008 · 2009 · 2010 · 2011 · 2012 · 2013 · 2014 · 2015 · 2016 · 2017 · 2018 · 2019 · 2020 · 2021 · 2022 · 2023 · 2024 · 2025
Albanië · Armenië · Australië · Azerbeidzjan · België · Cyprus · Denemarken · Duitsland · Estland · Finland · Frankrijk · Georgië · Griekenland · Ierland · IJsland · Israël · Italië · Kroatië · Letland · Litouwen · Luxemburg · Malta · Moldavië · Nederland · Noorwegen · Oekraïne · Oostenrijk · Polen · Portugal · San Marino · Servië · Slovenië · Spanje · Tsjechië · Verenigd Koninkrijk · Zweden · Zwitserland